# Otacilia parva
Espèce
Otacilia parva est une espèce d'araignées aranéomorphes de la famille des Phrurolithidae.

## Distribution
Cette espèce est endémique de Sumatra en Indonésie.

## Description
Le mâle holotype mesure 1,70 mm et la femelle paratype 2,00 mm.

## Publication originale
- Deeleman-Reinhold, 2001 : Forest spiders of South East Asia: with a revision of the sac and ground spiders (Araneae: Clubionidae, Corinnidae, Liocranidae, Gnaphosidae, Prodidomidae and Trochanterriidae. Brill, Leyde, p. 1-591.